# Венесуельський енцефаломієліт
Венесуельський енцефаломієліт (англ. Venezuelan encephalomyelitis; також венесуельський кінський енцефаломієліт, гарячка кінська венесуельська) — гостре трансмісивне інфекційне захворювання, що передається комарами, яке спричинює арбовірусом антигенної групи А.
Збудник хвороби входить до переліку патогенів, що можуть бути використані як біологічна зброя.

## Історичні відомості
Вперше виявлено вірус у Венесуелі в 1938 році. У 1943 році було повідомлено вперше про захворювання людей в лабораторіях, де працювали з ізолятами вірусів, виділених від коней. Було визначено, що ці випадки сталися через потрапляння вірусу в аерозольному вигляді в дихальні шляхи. У 1952 році в Колумбії описано перший природний випадок захворювання людини, в Сполучених Штатах Америки — у 1968 році. У 1995 році відбулася епідемія в Колумбії та Венесуелі, захворіло приблизно 75 000 людей, у 3000 з них розвинулися неврологічні ускладнення, сталося 300 смертей. Тоді ж захворіло близько 50 тисяч коней, 8 % померли.

## Актуальність
Захворювання в людей були виявлені у Венесуелі, Колумбії, Еквадорі, Панамі, Гвінеї, Гондурасі, Мексиці, Бразилії, Аргентині, Перу та інших країнах Центральної та Південної Америки, а також у Флориді та Техасі. Під час епідемії у Венесуелі 1962 року було зареєстровано майже 16 000 випадків гострого перебігу хвороби, у 38 % хворих діагностовано енцефаліт, 3–4 % з них мали тяжкі неврологічні розлади. Летальність склала менш 0,5 %, переважно серед дітей раннього віку.

## Етіологія
Збудник — арбовірус родини тогавірусів, роду альфавірусів, групи А. Геном містить односпіральну РНК. Комплекс вірусів складається з 6 підтипів: IА — IЕ, II (Тонате), III (Мукамбо), IV (Піксуна), V та VI. Великі спалахи у людей спричинюють підтипи IA—C. Підтипи ID, IE та IIIA не здатні спричинити хворобу у коней, але можуть це зробити у людей. Віруси чутливі до хлороформу, етилового ефіру, етилового та бутилового спирту, фенолу. Нагрівання до 60 °C інактивує його через 10 хвилин, а до 80 °C — через 3 хв. Росте на курячих ембріонах, у культурах клітин. Ліпідна мембрана інкапсулює ікосаедричний нуклеокапсид. Продукує два зовнішніх глікопротеїни, Е1 та Е2, які вставляються в ліпідну мембрану, що оточує нуклеокапсид. Імовірно E2 перш за все несе відповідальність за прикріплення вірусів до клітин. Антитіла до E2 можуть нейтралізувати інфекційність вірусу.
Висококонтагіозний для людини, мавп, свійських тварин (кінь, віслюк, кішка, собака), деяких дрібних гризунів.

## Епідеміологічні особливості
Кожен підтип вірусу має власного переносника, найбільш значущим є ензоотичний цикл між комарами Culex та лісовими гризунами, проте під час епізоотії переносниками вірусу часто стають інші види комарів (Aedes, Mansonia, Psorophora). Найчастіше це Psorophora confinnis, Aedes sollicitans, Aedes taeniorhynchus, Deinocerites pseudes. Спектр хазяїв вірусу досить широкий — мавпи-капуцини, пацюки, миші, опосуми, зайці, лисиці, кажани, які інфікуються природним шляхом. Серед свійських тварин хворіють коні, крупна рогата худоба, свині, кози та вівці. В організмі цих тварин вірус ефективно розмножується, створюючи високу концентрацію в крові, достатню для зараження комарів. У природних умовах можуть бути інфіковані 29 видів диких птахів, проте невідомо, чи досягає в них вірусемія рівня, достатнього для подальшого інфікування переносника. У хворої людини в перші дні хвороби виявляються досить високі рівні вірусемії, що не виключає її роль як резервуара інфекції. У деяких хворих вірус виділявся з глотки, що вказує на можливість передачі від людини до людини. Відомі випадки лабораторного зараження внаслідок вдихання аерозолю вірусу. До захворювання сприйнятливі всі вікові групи. Перенесена хвороба залишає стійкий імунітет.

## Патогенез
Вірус потрапляє до організму людини внаслідок укусу комара або безпосередньо через слизову оболонку дихальних шляхів. Під час вірусемії, яка триває в середньому 5 днів, досягає нервової системи, спричинює дегенеративні зміни в нервових клітинах головного та спинного мозку. Одночасно уражаються й інші внутрішні органи, зокрема клітини підшлункової залози. Патологоанатомічні зміни властиві енцефаліту та мієліту.

## Клінічні прояви
Інкубаційний період триває 2–5 днів.
Початок хвороби гострий: раптово з'являються гарячка, головний біль, нездужання, міалгії, нудота, блювання, діарея, біль у горлі. Найчастіше хвороба перебігає у вигляді нетяжкого гострого гарячкового захворювання без неврологічних проявів. Проте, у частини хворих спостерігаються ознаки ураження мозку: менінгеальний синдром з виразними менінгеальними симптомами, фотофобія, диплопія, тремор, судоми, порушення свідомості, мозочкові та вестибулярні розлади, парез окорухових нервів, патологічні симптоми Бабінскі, Оппенгейма, Гордона. Тяжкі форми хвороби характеризуються швидким розвитком енцефаломієліту з розвитком комою, високою летальністю.
Тривалість гарячки при нетяжкому перебігу становить 3–5 днів, при тяжчому — до 8 днів. У випадках двофазного перебігу друга хвиля з'являється на 6–9 день.
Період реконвалесценції характеризується тривалою астенізацією, залишковими порушеннями функцій соматичної та вегетативної нервових систем, що зберігаються до 3-х місяців.

## Діагностика
У гемограмі на початку хвороби спостерігається нормоцитоз з нейтрофільозом (до 80 %), з 3-го дня хвороби розвивається лейкопенія, зрушення формули вліво до молодих нейтрофілів, анеозінофілія, моноцитоз. У цереброспінальній рідині — помірний лімфоцитарний плеоцитоз із незначним підвищенням концентрації білка при нормальному рівні глюкози.
Вірус може бути виділений з крові, ліквору та носоглоткових змивів упродовж гострого періоду хвороби культивуванням на алантоїсній оболонці курячого ембріону, зараженням білих мишей. Серологічна діагностика базується на дослідженні парних сироваток у реакції гальмування гемаглютинації (РГГА), зв'язування комплементу (РЗК) чи реакції нейтралізації (РН).

## Лікування
Етіотропна терапія не розроблена, лікування проводиться патогенетичними засобами (протинабрякові, нейропротективні — фенітоїн, карбамазепін).

## Профілактика
Нині проводяться випробування вакцин проти цієї хвороби. C-84 — вакцина, інактивована формаліном. V3526 — жива вакцина. TC-83 також є живою ослабленою вакциною. Дослідження показали, що вакцина V3526 є безпечною та ефективною у профілактиці в коней. Вакцинація V3526 призводить до відсутності вірусемії. Однак необхідно провести подальші дослідження, щоб визначити, чи ця вакцина буде безпечно формувати імунітет у людей.